# Iris collettii
Iris collettii är en irisväxtart som beskrevs av Joseph Dalton Hooker. Iris collettii ingår i släktet irisar, och familjen irisväxter.

## Underarter
Arten delas in i följande underarter:
- I. c. acaulis
- I. c. collettii